# Ткаченко Ігор Валентинович
Ігор Валенти́нович Ткаче́нко (рос. Ткаченко Игорь Валентинович; нар.26 липня 1964 — пом.16 серпня 2009) — російський військовий льотчик, ведучий пілотажної групи «Русские витязи», начальник 237-го гвардійского Центра показу авіаційної техніки ВПС Росії, заслужений військовий льотчик Російської Федерації, гвардії полковник. Загинув  при виконанні тренувально-репетиційного вильоту в рамках підготовки до авіашоу МАКС’2009.